# Mansión Borges
La Mansión Borges, conocida alternativamente como Quinta Borges, Casa Borges, o Villa Los Borges, es una edificación residencial de estilo moderno ubicada en las elevaciones de Petare, en el Municipio Sucre, Caracas, Estado Miranda al centro norte de  Venezuela. 

## Historia
La estructura debe su nombre a su dueño, René Borges Villegas, ingeniero que llegó a funcionar como diputado al Congreso de Venezuela durante la Década Militar, y que concibió la urbanización El Marqués de la mencionada ciudad. Siendo un hombre de buena posición en la alta sociedad caraqueña, se plegó a la moda de sus similares de edificar una mansión para su uso personal. De esta manera contactó al arquitecto italiano Athos Albertoni, diseñando conjuntamente los espacios interiores y exteriores del recinto en colaboración con Guido Guazzo. Las obras fueron entregadas a Borges en enero de 1958. La casa fue también una especie de dedicatoria de amor a la esposa de Borges, Nelly Zingg Aranguren.
Con el tiempo fue rodeada por edificaciones informales que se levantaron durante los años 1970.
La quinta fue propiedad de Borges desde 1958 hasta 2006. En diciembre de este año, fue comprada por la Alcaldía Metropolitana de Caracas, entonces presidida por Juan Barreto, sin concretarse ningún proyecto para ella. Con la elección al cargo de Antonio Ledezma, la edificación, que estaba en estado de abandono, fue rescatada en 2009 y hecha sede del Centro Simón Díaz, destinado a la integración social de las comunidades de bajos recursos cercanas a la zona.

## Características
La mansión abarca un área de 6.137 m² en una parcela de 21.231 m² en el tope del cerro de Petare, y está fuertemente influenciada por las tendencias italianas del momento. En sus interiores posee un gran salón con un ventanal de 20 metros, desde cual se puede apreciar casi la totalidad del valle de Caracas. Igualmente, tiene particularidades como escaleras de mármol de Carrara sin vetas, un gran comedor para 24 invitados, un gimnasio, una fuente de agua, estacionamiento para 20 vehículos, una barbería, entre otras cosas.

## En la cultura popular
Las instalaciones de la Mansión Borges fueron utilizadas para el rodaje de varias escenas de la película La hora cero (2010), dirigida por Diego Velasco.